# Colo Colo de Futebol e Regatas
Colo Colo de Futebol e Regatas é uma agremiação esportiva da cidade de Ilhéus, no estado da Bahia, fundada em 3 de abril de 1948. Em 2006, sagrou-se campeão baiano.

## História
Foi criado por um grupo de desportistas liderado por Airton Adami para disputar a semana inglesa, competição que aos sábados lotava o Estádio Mário Pessoa, então um dos maiores do País. A semana inglesa era um torneio promovido pelo sindicato dos comerciantes que se realizava somente nas tardes de sábados com os portões do estádio abertos.
A denominação advém de um clube chileno de mesmo nome. Na década de 50 fazia da sua intimidade com a bola um espetáculo de futebol e por isso inspirou o time de Ilhéus. O seu mascote é o tigre. Já o desenho do uniforme, nas cores azul e amarela, veio de um outro grande time, o Boca Juniors, da Argentina.
O primeiro modelo usado pelo clube foi comprado em Buenos Aires por José Haroldo de Castro Vieira. A primeira diretoria foi composta por: Airton Adami, Silvio Silva, Ivan Lelis da Mata, José Alves Barreto, Cláudio Silveira e Júlio Rodolfo Vieira. Ao longo da sua história, o Colo Colo já teve oportunidades de disputar partidas com grandes nomes do futebol nacional, principalmente com o Flamengo.
O primeiro título veio em 1953 como campeão ilheense. De 1958 a 1961 o Tigre conquistou o tetracampeonato amador ilheense. Em 1967, o Colo Colo participou pela primeira vez do campeonato baiano de futebol profissional, armando um de seus melhores times, com destaque para Miltinho Simões, que chegou a marcar 5 gols em um só jogo. Porém, em 1969, voltou à categoria de amador. Em 1997, foi campeão municipal e, em 1998, disputou a Copa da Bahia. 
Em 1999, o Tigre sagrou-se campeão da Segunda Divisão, voltando à elite do futebol baiano. Mas, foi em 2006 que conseguiu seu grande trunfo sendo campeão baiano de futebol profissional - um título inédito, quebrando uma hegemonia mais de 30 anos de domínio da dupla Ba-Vi.
Na Copa do Brasil de 2007, o Tigre defrontou-se com o Atlético Mineiro, em 14 de fevereiro, no Estádio Mário Pessoa, perdendo por 3x1, ficando precocemente eliminado, em jogo com fortes chuvas, resultando num campo em estado precário para a realização do jogo.
No ano de 2014, o Colo Colo finalmente conseguiu o regresso a elite do Campeonato Baiano após empatar em 2x2 com a equipe do Jacobina.
Em 2015, regresso à elite do futebol baiano, fez um bom campeonato estadual chegando na fase final, na disputa pelo 3º lugar. Diante da Juazeirense, o Tigre perdeu e acabou herdando uma vaga na Série D do mesmo ano.
Em 2020, disputou a final da segunda divisão com o UNIRB. Perdeu nas cobranças de pênalti do torneio, não sendo promovido para disputar a elite do Campeonato Baiano.
Em 2024, o Colo Colo fez história ao conquistar pela  terceira vez  o campeão baiano da série B, após uma emocionante final em dois jogos contra o Porto Sport Club. No primeiro jogo, realizado no Estádio Municipal Agnaldo Bento dos Santos, em Porto Seguro, o tigre garantiu a vitória por 1 a 0. Já no jogo de volta, no Estádio Mário Pessoa, em Ilhéus, o Colo Colo conquistou o título com um empate de 0 a 0. Com essa conquista, o time garantiu sua vaga na série A do campeonato baiano de 2025.
No Campeonato Baiano de 2025 o clube ficou em último lugar com apenas 3 pontos e foi rebaixado para a Segunda Divisão do campeonato baiano.

## Presidentes
- 1948 a 1949 – Airton Adami
- 1950 a 1951 – Airton Almeida
- 1952 a 1958 – José Alves Barreto
- 1959 a 1960 – Manoel dos Santos Leal
- 1961 a 1962 – Wilson Ferreira Trindade
- 1963 a 1967 – José Magalhães Correa
- 1968 a 1971 – Antônio Olímpio Rhem da Silva
- 1972 a 1973 – Francisco Antônio Badaró
- 1974 a 1992 – Rubens de Souza Guerra
- 1992 a 2011 – José Maria Almeida de Santana
- 2012 a 17 de dezembro de 2015 - Walter Teles
- 18 de dezembro de 2015 e atual - Raimundo Borges da Silva
- 2023 a 2025 e atual - Hermano Fahning

## Títulos
| ESTADUAIS | ESTADUAIS                   | ESTADUAIS | ESTADUAIS         |
|           | Competição                  | Títulos   | Temporadas        |
| --------- | --------------------------- | --------- | ----------------- |
|           | Campeonato Baiano           | 1         | 2006              |
|           | Campeonato Baiano - Série B | 3         | 1999, 2014 e 2024 |
| TOTAL     |                             |           |                   |
|           | Conquistas                  | Títulos   | Categorias        |
|           | Títulos Oficiais            | 4         | 4 Estaduais       |

### Outras conquistas
- Campeonato Ilheense: 1953, 1958, 1959, 1960, 1961 e 1997

## Estatísticas

### Participações
|  | Participações em 2025 |

| Competição | Competição        | Temporadas | Melhor campanha                 | Anos                                             | P | R |
| Bahia      | Campeonato Baiano | 18         | Campeão (2006)                  | 1967-1969, 2000-2011, 2015-2016, 2025            |   | 3 |
| Bahia      | Segunda Divisão   | 10         | Campeão (1999, 2014 e 2024)     | 1999, 2012-2014, 2017-2018, 2020-2021, 2023-2024 | 2 |   |
| Brasil     | Série C           | 3          | Fase de grupos (2001-2002-2006) | 2001-2002, 2006                                  | – | – |
| Brasil     | Série D           | 1          | Fase de grupos (2015)           | 2015                                             | – |   |
| Brasil     | Copa do Brasil    | 1          | 1ª fase (2007)                  | 2007                                             |   |   |

### Campeonato Brasileiro Série C
| Ano  | Posição |
| 2001 | 43º     |
| 2002 | 54º     |
| 2006 | 49º     |

### Campeonato Brasileiro Série D
| Ano  | Posição |
| 2015 | 22º     |

### Copa do Brasil
| Ano  | Posição |
| 2007 | 53º     |